# 페슈티 비가도

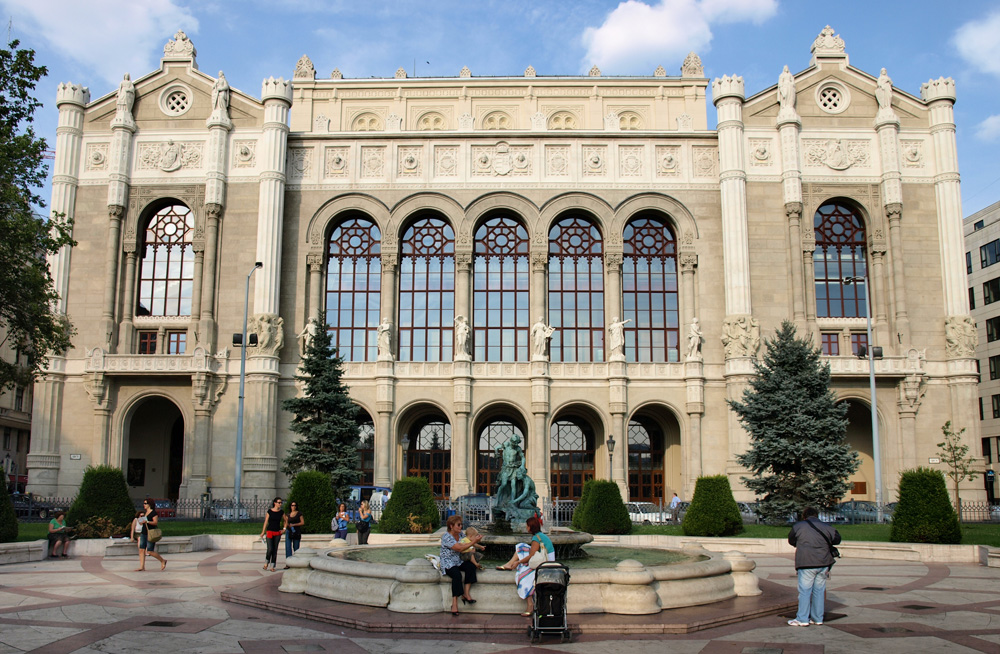
페슈티 비가도

페슈티 비가도(헝가리어: Pesti Vigadó)는 헝가리 부다페스트에 있는 연주회장이다. 다뉴브강 동쪽 기슭에 위치해 있다.